# Iglesia de Nuestra Señora del Carmen (Sanlúcar de Barrameda)
La Iglesia de Nuestra Señora del Carmen de Sanlúcar de Barrameda es un templo católico del siglo XVII ubicado en la ciudad de Sanlúcar de Barrameda, Andalucía (España). Es de estilo barroco.

## Historia
Las obras de construcción fueron iniciadas a instancias de los Carmelitas Descalzos en el 1677 y finalizando en el 1689. Las obras las llevaron a cabo los maestros Francisco Pérez y Juan de Córdoba. La iglesia estaba anexa al convento de los mencionados Carmelitas Descalzos, convento que desapareció en 1835 con la Desamortización de Mendizabal.

## Descripción
El estilo de esta iglesia sigue el llamado modelo sevillano, es decir, la iglesia presenta en el frente exterior tres espadañas, dos simples y una doble. La entrada al templo está precedida de un atrio cerrado y un muro de ladrillo visto construido posteriormente, decorado con unas medias esferas de color azul.
El tempo consta de una planta de cajón y en ella se inserta una cruz latina con un amplio crucero que se cubre con una cúpula y diez capillas comunicadas entre sí. Su amplia nave se cubre con bóveda de cañón con lunetos. A los pies del templo, en alto se sitúa el coro. Su Altar Mayor es una obra prodigiosa realizada en 1756, donde destaca el nicho central con la Virgen del Carmen, titular de la orden de los Carmelitas.

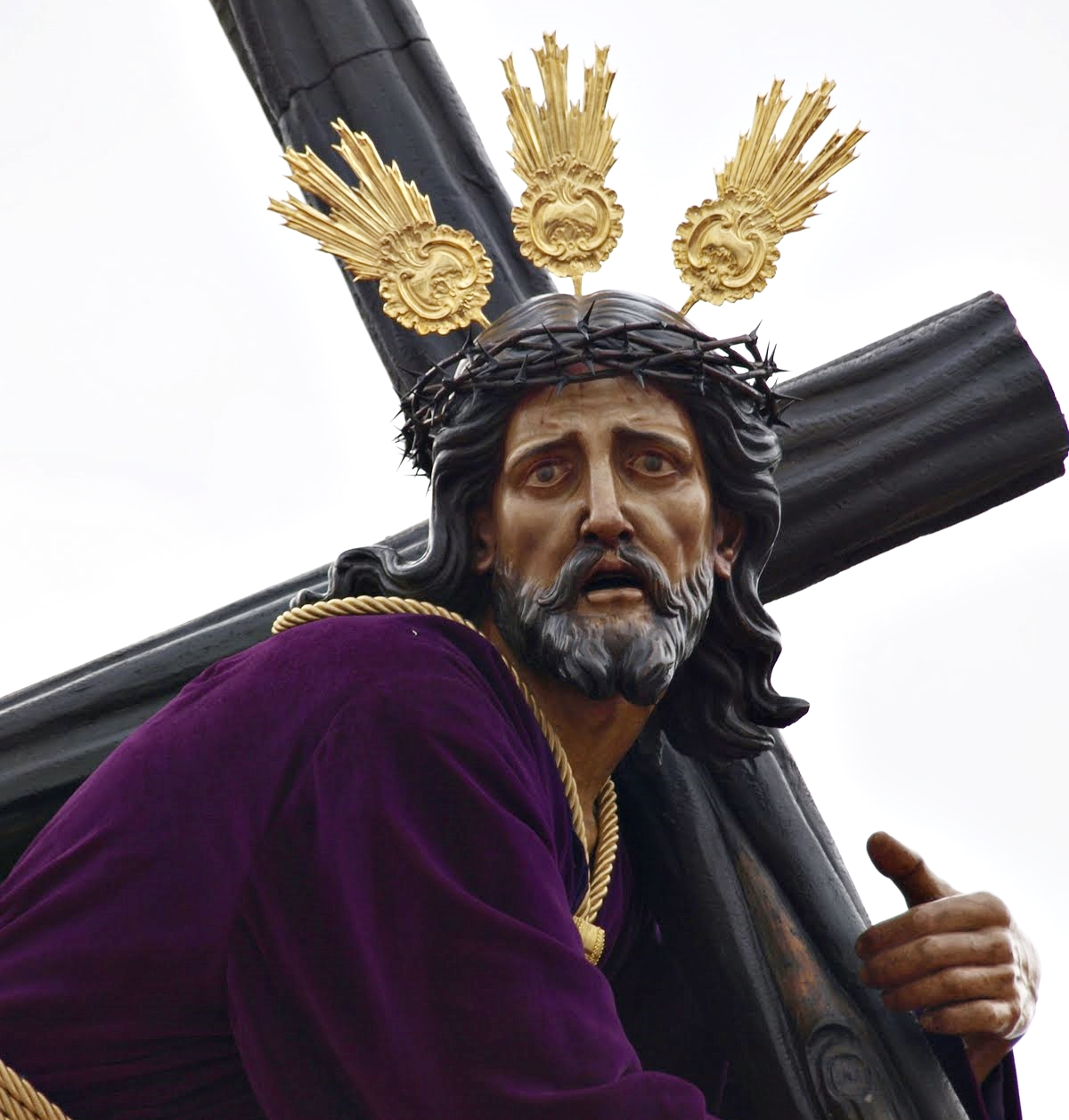
Nuestro Padre Jesús del Consuelo.

En ella está actualmente radicada la Parroquia del Carmen de Sanlúcar de Barrameda. De entre sus obras de arte, destaca la imagen de Nuestro Padre Jesús del Consuelo, escultura de cuerpo entero realizado a finales del siglo XVII en madera de cedro y pino policromado y que procesiona el martes en la Semana Santa en Sanlúcar de Barrameda . Es de autoría dudosa, pues algunos historiadores lo atribuyen a Pedro Duque Cornejo aunque la mayoría parece estar de acuerdo en atribuirlo al flamenco Peter Reling, imaginero afincado en Sanlúcar , y que en la década de los 90 del siglo XVII ,está documentado que estuvo trabajando para esta iglesia y donde tiene atribuido con certeza las imágenes del Virgen del Carmen y Santa Teresa de Jesús.